# Banatoniscus karbani
Banatoniscus karbani là một loài chân đều trong họ Trichoniscidae. Loài này được Tabacaru miêu tả khoa học năm 1991.